# Офіційні символи Президента України

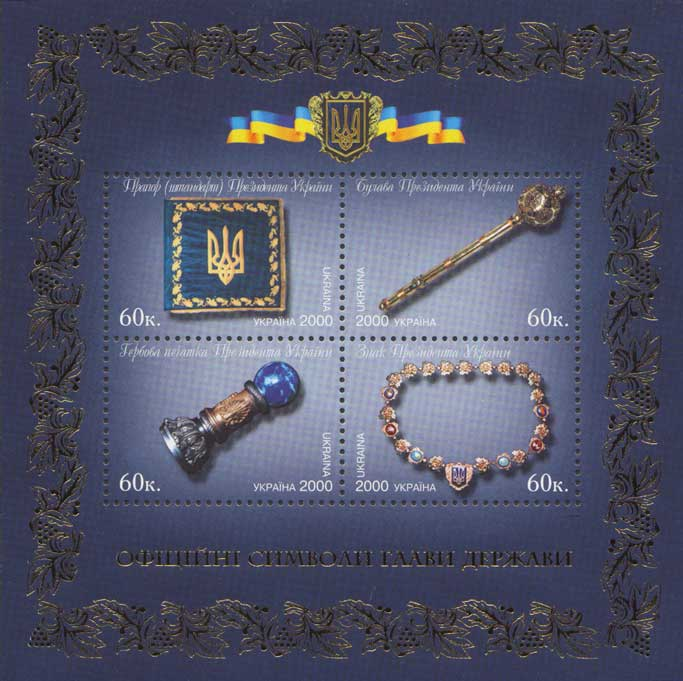
«Офіційні символи Президента України», поштова марка України (2000)

Офіційні символи голови держави є атрибутами української державності. Вони запроваджені Указом Президента України від 29 листопада 1999. До них належать
- Прапор (штандарт) Президента України,
- Знак Президента України,
- Гербова печатка Президента України,
- Булава Президента України.

## Штандарт Президента України

Прапор (штандарт) Президента України

Прапор (штандарт) Президента України — це синє квадратне полотнище із зображенням у центрі золотого Знака Княжої Держави Володимира Великого (Державний герб України). Полотнище обрамлене золотою лиштвою і прикрашене золотою бахромою. Древко Прапора (штандарта) Президента України дерев'яне, верхівка древка має форму кулі з онікса, яка оздоблена рельєфним накладним орнаментом із жовтого металу.
В Україні до 1999 року символом президентської влади був тільки штандарт глави держави. До 1999 року він мав скромніше полотнище, але гарніший держак.
Нове двостороннє шовкове полотно було вишито на спеціальному обладнанні, що дозволяє досягнути унікальних ефектів. Наприклад, на одній стороні штандарта нанесено понад мільйон стібків ниткою двох відтінків — червоного і жовтого золота. А вишитий тризуб, завдяки використанню спеціальної підкладки, вийшов об'ємним. За такою ж технологією зроблені і прапори короля Великої Британії, президентів США та Франції.

## Знак Президента України

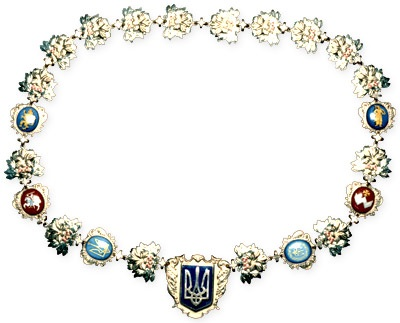
Знак Президента України

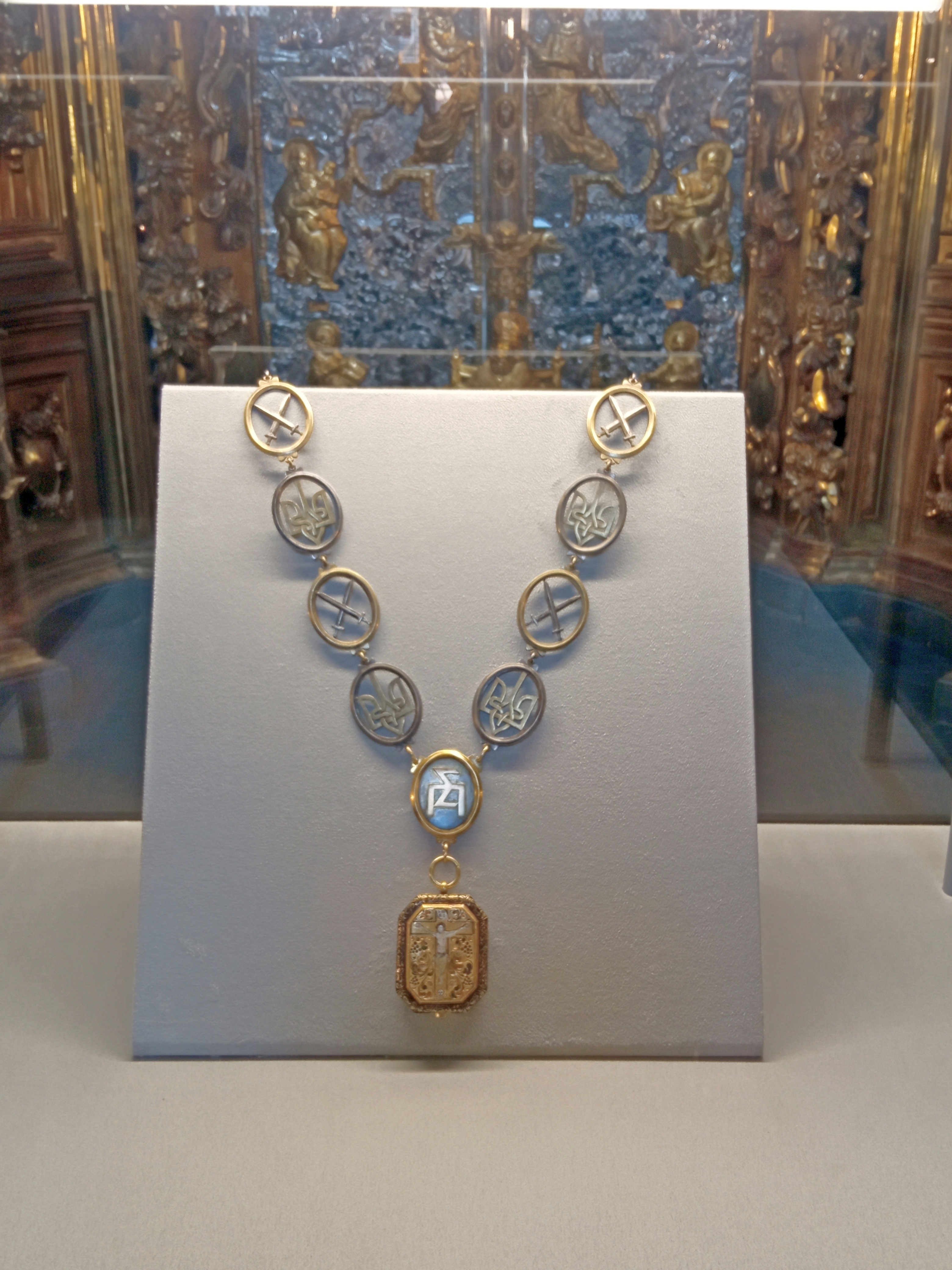
Знак гідності Голови Української Держави (Президента УНР в екзилі)

Знак Президента України має форму орденського ланцюга, який складається з медальйона-підвіски, 6 фініфтевих медальйонів і 16 декоративних ланок. Знак Президента України виготовлений з білого і жовтого золота 585 проби, всі його елементи з'єднані між собою фігурними кільцями. Президентський знак важить майже 400 грамів.
Нагрудний знак Президента не вважається обов'язковим атрибутом, але глави більшості європейських держав його мають: наприклад, президентські колари є в числі символів влади Польщі, Чехії, Болгарії, Росії, Молдови і інших. У деяких країнах для кожного нового глави держави виготовляють свій колар, а попередній передається в експозиції національних музеїв. Ажурний ланцюг з історичною реліквією — ладанкою, яка, за переказами, належала українському гетьману Іванові Мазепі, також був серед атрибутів президента України в еміграції.
Сім медальйонів нагрудного знаку Президента розписані вручну. На них в мініатюрі зображені золотий княжий тризуб, тризуб Володимира-хрестителя, золотий галицький Лев (герб Галицько-Волинського князівства), знак «Погоні» (герб Великого князівства Литовського, до складу якого входили українські землі), знак «Козак з мушкетом» (символ Гетьманщини, Української козацької держави), герб «Абданк-Сирокомля» (родовий герб Богдана (Зиновія) Хмельницького, під владою якого в XVII столітті Україна об'єдналася в могутню козацьку державу) і герб Української Народної Республіки як першої спроби утворення незалежної України в XX столітті.
Розписні медальйони чергуються з ювелірними: над лавровими вінками з білого золота вкладено калинове листя з жовтого золота, по якому «розсипані» 96 півтораміліметрових гранати, що нагадують ягідки калини. Кожний медальйон випробуваний Пробірною палатою.
Застібка на коларі не передбачена для уникнення випадкового розстібання.
І печатка, і колар зберігаються в шкіряних футлярах з оксамитовим ложементом і відтисненим зображенням Малого герба України.

## Гербова печатка Президента України

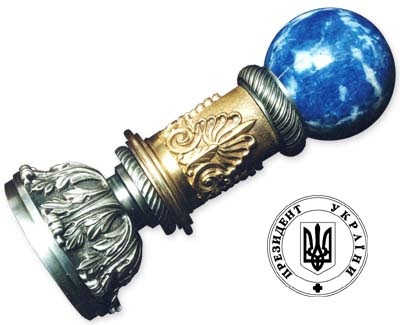
Гербова Печатка Президента України

Гербова печатка Президента України має круглу форму. У центрі — зображення малого Державного Герба України, над яким по колу написано «Президент України». Під зображенням малого Державного Герба України — стилізоване зображення відзнаки Президента України «Ордена князя Ярослава Мудрого». Гербова печатка Президента України використовується для засвідчення підпису Президента України на грамотах, посвідченнях до президентських відзнак і почесних звань України, а також на посланнях Президента України главам інших держав.
Печатка з написом «Уряд УНР в екзилі» (від лат. exilium, дос. «вигнання») зберігалася у президента, що знаходився в еміграції — М. Плав'юка — і після проголошення незалежності була передана всенародно обраному Президенту України Леоніду Кравчуку.
Руків'я президентської печатки прикрашена лазуритовою кулею, яка, завдяки фактурі каменя, на вигляд нагадує знімок Землі з космосу. Тубус печатки позолочений, тому за кольоровою гамою вона відповідає національному прапору України: блакитний верх і жовтий низ. Виготовлена печатка зі срібла і важить майже 500 г. Її виготовив за тиждень київський ювелір Михайло Чебурахін.

## Булава Президента України
Булава Президента України виготовлена з позолоченого срібла. Руків'я і верхівка Булави Президента України прикрашені декоративним орнаментом і оздоблені коштовним камінням. Футляр до Булави Президента України виготовлений з червоного дерева, прикрашений рельєфним зображенням малого Державного Герба України з жовтого металу.
Булава Президента України засвідчує спадкоємність багатовікових історичних традицій українського державотворення.
Вага президентської булави — 750 г. Складається вона з двох порожнистих частин: руків'я і так званого яблука. Яблуко булави прикрашене золотими орнаментальними медальйонами і увінчане золотим стилізованим вінцем, прикрашеним каменями і емаллю. Згідно з традицією, на ній 64 каменя (смарагди і гранати) в складній золотій оправі. В булаву заховано тригранний стилет з булатної сталі з вигравіюваним позолотою латинським девізом «OMNIA REVERTITUR» («Все повертається»). Стилет з булави витягується за допомогою кнопки, прикрашеної якутським смарагдом. Зберігається булава в різьбленій скриньці з червоного дерева. Ложемент — з пурпурового оксамиту. Спочатку на скриньці поставили замок, який згодом замінили на позолочену фігурку янгола-охоронця, щоб не ускладнювати відкривання скриньки під час церемоній.